# 阿給亞姆馬
阿給亞姆馬（鄒語：Ak'e yam'um'a），又稱長毛公，是台灣鄒族特富野社傳說中的英雄，雖然長相怪異，但擁有強大的力量，並且帶領社人反抗壓迫的氏族和外來的敵人。

## 外表與能力
阿給亞姆馬剛出生時，身上就長滿了長毛，不僅身強力壯，在打仗時頭頂還會冒出火焰燒向四方。

## 經歷

### 出生
阿給亞姆馬的母親是部落中vayayana氏族（漢姓「汪」）一位尚未出嫁的少女，她有一天去河邊去捕魚時，河面上有一塊木頭一直漂進網中，就算把它往下游扔它還是會漂回來，少女覺得很礙事，就把木頭拿起來塞進衣服裡，但那塊木頭在捕完魚後卻不見了，而回家的少女隔天醒來卻發現自己突然懷孕了，還在同一天生下了一個身上長滿長毛的嬰兒，取名為阿給亞姆馬（意思為「長毛公」），出生的阿給亞姆馬不僅立刻會走路、還在五天內快速長大成人。
有說法認為他的母親是部落酋長的獨生女。

### 征戰
後來特富野社受到敵人的圍攻，阿給亞姆馬號召族人奮力抗戰，他利用自己頭髮冒火的能力把對方打得措手不及，趁機率領族人大舉反攻，把對方打跑了。

### 成為領導
當時特富野社裡由nia hosa氏族（漢姓「梁」）長期掌權，他們藉由自己人多且大權在握，經常欺負其他的氏族，例如燒毀其他氏族的獵場、讓他們進行bua fuzu（口銜竹刀，扮演山豬互攻）、甚至在擦落花儀式（mee fo'na，祈求穀物豐饒的儀式，一個男性躺在地上、陰莖朝天、一個未婚女子把一朵白色的扁豆花hwoma放在男性的陰莖上，並用自己陰部把花擦落，反覆五次）上當場侵犯未婚女性導致她和姊妹們一同跳崖自盡表示抗議，在不滿的累積之下，功績大而武勇高的阿給亞姆馬成為眾所推舉的對象，nia hosa氏族也懾服他的能力，所以讓出了領導者的位置，擦落花儀式也被取消。

### 身後
阿給亞姆馬死後，特富野的鄒族人相信他的靈魂成為族人的守護神，至今依然保護著族人，在每個人的家中照顧火，使穀物能夠煮熟、並且避免沒有人在家的時候火會把房子燒掉。

## 後代
阿給亞姆馬的後代在三代後絕嗣，因此由vayayana氏族的亞氏族kautuana氏族的亞伊布谷（yaipuku）繼任酋長（peongsi），該家族因此也被稱為peongsi氏族。